# Halltjärnen (Gräsmarks socken, Värmland)
Halltjärnen är en sjö i Sunne kommun i Värmland och ingår i Göta älvs huvudavrinningsområde.